# Ганс-Лефін фон Барбі
Ганс-Лефін фон Барбі (нім. Hans-Levin von Barby; 25 липня 1899, Берлін, Німецька імперія — 27 травня 1942, лікарня Дерни, Лівія) — німецький офіцер, оберст вермахту. Кавалер Лицарського хреста Залізного хреста.

## Біографія
25 серпня 1917 року вступив добровольцем в армію. Учасник Першої світової війни. 14 грудня 1918 року демобілізований. В 1919 року вступив у поліцію. В 1936 році став командиром 4-ї сотні 62-ї групи земельної поліції. 1 квітня 1936 року група була перетворена на 77-й піхотний полк, а сотня Барбі — на 4-ту роту, проте він залишився її командиром. 1 жовтня 1936 року рота Барбі була перейменована на 8-му роту 37-го піхотного полку. З 1 жовтня 1938 року — командир 1-го запасного батальйону свого полку.
З 26 серпня 1939 року — командир 3-го батальйону 474-го піхотного полку. 10 травня 1940 року, в перший день Французької кампанії, був поранений кулею в ногу. Після одужання 1 грудня 1940 року був призначений командиром 3-го батальйону 255-го піхотного полку. 11 червня 1941 року його батальйон був включений в 361-й посилений африканський полк. В листопаді 1941 року став командиром свого полку. 26 травня 1942 року, в перший день операції «Тезей», був важко поранений і наступного дня помер у шпиталі. Похований на військовому цвинтарі в Тобруці, створеному Німецькою комісією з військових поховань і відкритому 20 листопада 1955 року.

## Нагороди
- Залізний хрест 2-го і 1-го класу
- Почесний хрест ветерана війни з мечами
- Медаль «За вислугу років у Вермахті» 4-го, 3-го і 2-го класу (18 років)
- Застібка до Залізного хреста 2-го і 1-го класу
- Штурмовий піхотний знак в сріблі
- Лицарський хрест Залізного хреста (13 грудня 1941)
- Срібна медаль «За військову доблесть» (Італія)
- Нагрудний знак «За поранення» в сріблі
- Нарукавна стрічка «Африка» (посмертно)